# Justicia kelleri
Justicia kelleri är en akantusväxtart som beskrevs av C. B Clarke och Schinz. Justicia kelleri ingår i släktet Justicia och familjen akantusväxter. Inga underarter finns listade i Catalogue of Life.